# Derde klasse 2002-03 (voetbal België)
Het seizoen 2002/03 van de Belgische Derde Klasse ging van start op 30 augustus 2002 en eindigde op 25 mei 2003. 
K. Berchem Sport won in Derde Klasse A, maar kreeg geen licentie voor Tweede Klasse. Hierdoor promoveerde runner-up KV Oostende in hun plaats. AFC Tubize won in Derde Klasse B. 

## Naamswijzigingen
- Zwarte Duivels Oud-Heverlee fuseerde met K. Stade Leuven en K. Daring Club Leuven en werd Oud-Heverlee Leuven.
- RRC Gent-Zeehaven fuseerde met KFC Oostakker en werd KRC Gent-Zeehaven.
- KFC Red Star Haasdonk wijzigde zijn naam in KV Red Star Waasland.
- KSC Eendracht Aalst wijzigde zijn naam in VC Eendracht Aalst 2002.
- RUS Tournaisienne fuseerde met RRC Tournai en werd RFC Tournai.
- R. Entente Dison-Verviers wijzigde zijn naam in RCS Verviétois.
- R. Sprimont Sports fuseerde met R. Comblain Sport en werd R. Sprimont Comblain Sport.

## Gedegradeerde teams
Deze teams waren gedegradeerd uit de Eerste Klasse voor de start van het seizoen:
- KSC Eendracht Aalst (economische daler)
- Racing White Daring Molenbeek (economische daler)

Deze teams waren gedegradeerd uit de Tweede Klasse voor de start van het seizoen:
- KRC Zuid-West Vlaanderen (economische daler)

## Gepromoveerde teams
Deze teams waren gepromoveerd uit de Vierde Klasse voor de start van het seizoen:
- RUS Tournaisienne (kampioen 4A)
- K. Berchem Sport (kampioen 4B)
- Excelsior Veldwezelt (kampioen 4C)
- R. Entente Dison-Verviers (kampioen 4D)
- TK Meldert (winnaar eindronde)
- FC Nieuwkerken (winnaar eindronde)
- R. Spa FC (winnaar eindronde)
- R. Sprimont Sports (winnaar eindronde)

## Promoverende teams
Deze teams promoveerden naar Tweede Klasse op het eind van het seizoen:
- KV Oostende (runner-up 3A)
- AFC Tubize (kampioen 3B)
- VC Eendracht Aalst 2002 (winnaar eindronde)

## Degraderende teams
Deze teams degradeerden naar Vierde Klasse op het eind van het seizoen:
- KRC Gent-Zeehaven (rechtstreeks uit 3A)
- RCS Verviétois (rechtstreeks uit 3B)
- Verbroedering Denderhoutem (verlies in eindronde)

## Eindstand
| Legende                                |
| -------------------------------------- |
| Promotie naar Tweede Klasse            |
| Kwalificatie voor promotie-eindronde   |
| Kwalificatie voor degradatie-eindronde |
| Degradatie naar Vierde Klasse          |

### Derde Klasse A
|   |    |                            | P  | W  | G  | V  | +  | -  | DS  | Ptn |
| - | -- | -------------------------- | -- | -- | -- | -- | -- | -- | --- | --- |
| K | 1  | K. Berchem Sport           | 28 | 15 | 9  | 4  | 50 | 27 | 23  | 54  |
| P | 2  | KV Oostende                | 28 | 14 | 11 | 3  | 54 | 28 | 26  | 53  |
| E | 3  | VC Eendracht Aalst 2002    | 28 | 15 | 3  | 10 | 42 | 41 | 1   | 48  |
| E | 4  | KSK Wevelgem-City          | 28 | 11 | 9  | 8  | 57 | 39 | 18  | 42  |
|   | 5  | KV Kortrijk                | 28 | 9  | 13 | 6  | 39 | 31 | 8   | 40  |
|   | 6  | RFC Tournai                | 28 | 9  | 11 | 8  | 40 | 33 | 7   | 38  |
|   | 7  | TK Meldert                 | 28 | 9  | 11 | 8  | 41 | 47 | -6  | 38  |
|   | 8  | KV Red Star Waasland       | 28 | 10 | 7  | 11 | 48 | 39 | 9   | 37  |
|   | 9  | KSK Maldegem               | 28 | 10 | 7  | 11 | 47 | 56 | -9  | 37  |
|   | 10 | R. Cappellen FC            | 28 | 9  | 8  | 11 | 37 | 43 | -6  | 35  |
|   | 11 | FC Nieuwkerken             | 28 | 8  | 9  | 11 | 33 | 39 | -6  | 33  |
|   | 12 | R. Francs Borains          | 28 | 7  | 9  | 12 | 33 | 42 | -9  | 30  |
|   | 13 | Torhout 1992 KM            | 28 | 7  | 9  | 12 | 26 | 43 | -17 | 30  |
| E | 14 | Verbroedering Denderhoutem | 28 | 7  | 8  | 13 | 37 | 52 | -15 | 29  |
| D | 15 | KRC Gent-Zeehaven          | 28 | 5  | 6  | 17 | 21 | 45 | -23 | 21  |
| - | 16 | KRC Zuid-West Vlaanderen   | 0  | 0  | 0  | 0  | 0  | 0  | 0   | 0   |

Noot: KRC Zuid-West Vlaanderen was gedegradeerd uit Tweede Klasse wegens financiële problemen en ging in vereffening. Het nam dan ook niet deel aan de competitie.

### Derde Klasse B
|   |    |                                         | P  | W  | G  | V  | +  | -  | DS  | Ptn |
| - | -- | --------------------------------------- | -- | -- | -- | -- | -- | -- | --- | --- |
| K | 1  | AFC Tubize                              | 28 | 20 | 4  | 4  | 73 | 23 | 50  | 64  |
| E | 2  | Oud-Heverlee Leuven                     | 28 | 18 | 5  | 5  | 60 | 36 | 24  | 59  |
| E | 3  | R. Olympic Club de Charleroi-Marchienne | 28 | 16 | 7  | 5  | 57 | 30 | 27  | 55  |
| E | 4  | R. Wallonia Walhain Chaumont-Gistoux    | 28 | 15 | 7  | 6  | 60 | 36 | 24  | 52  |
|   | 5  | K. Lyra TSV                             | 28 | 13 | 3  | 12 | 36 | 41 | -5  | 42  |
|   | 6  | KRC Mechelen                            | 28 | 12 | 6  | 10 | 45 | 38 | 7   | 42  |
|   | 7  | R. Union Saint-Gilloise                 | 28 | 9  | 12 | 7  | 41 | 30 | 11  | 39  |
|   | 8  | KSK Tongeren                            | 28 | 10 | 8  | 10 | 39 | 36 | 3   | 38  |
|   | 9  | KVV Overpelt-Fabriek                    | 28 | 9  | 8  | 11 | 39 | 47 | -8  | 35  |
|   | 10 | Excelsior Veldwezelt                    | 28 | 10 | 2  | 16 | 39 | 44 | -5  | 32  |
|   | 11 | R. Spa FC                               | 28 | 7  | 7  | 14 | 25 | 48 | -23 | 28  |
|   | 12 | R. Sprimont Comblain Sport              | 28 | 6  | 9  | 13 | 38 | 53 | -13 | 27  |
|   | 13 | KAC Olen                                | 28 | 6  | 9  | 13 | 32 | 53 | -21 | 27  |
| E | 14 | K. Bocholter VV                         | 28 | 5  | 7  | 16 | 24 | 55 | *31 | 22  |
| D | 15 | RCS Verviétois                          | 28 | 4  | 6  | 18 | 25 | 65 | -40 | 18  |
| - | 16 | Racing White Daring Molenbeek           | 0  | 0  | 0  | 0  | 0  | 0  | 0   | 0   |

Noot: Racing White Daring Molenbeek was gedegradeerd uit Eerste Klasse wegens financiële problemen en ging in vereffening. Het nam dan ook niet deel aan de competitie.

## Periodekampioenen

### Derde Klasse A
- Eerste periode: KV Oostende, 21 punten
- Tweede periode: K. Berchem Sport, 18 punten
- Derde periode: VC Eendracht Aalst 2002, 19 punten

### Derde Klasse B
- Eerste periode: AFC Tubize, 22 punten
- Tweede periode: AFC Tubize, 28 punten
- Derde periode: Oud-Heverlee Leuven, 23 punten

## Eindronde

### Promotie-eindronde

#### Ronde 1
In de eerste ronde van de eindronde traden zes derdeklassers aan, die aan elkaar gepaard werden. De drie winnaars van elk heen- en terugduel gaan door naar de volgende ronde. KV Oostende eindigde tweede, maar promoveerde automatisch omdat K. Berchem Sport geen licentie kreeg voor Tweede Klasse. KV Oostende nam wel deel aan de eindronde. KSK Wevelgem City, R. Olympic Club de Charleroi-Marchienne en R. Wallonia Walhain Chaumont-Gistoux wonnen geen periode, maar mochten als hoogst gerangschikten zonder periodetitel meedoen aan de eindronde.
| Datum      | Wedstrijd                                                      | Uitslag |
| ---------- | -------------------------------------------------------------- | ------- |
| 08/05/2003 | VC Eendracht Aalst 2002 - R. Wallonia Walhain Chaumont-Gistoux | 2-2     |
| 08/05/2003 | KV Oostende - Oud-Heverlee Leuven                              | 0-1     |
| 08/05/2003 | R. Olympic Club de Charleroi-Marchienne - KSK Wevelgem-City    | 0-0     |
| 11/05/2003 | R. Wallonia Walhain Chaumont-Gistoux - Eendracht Aalst         | 1-3     |
| 11/05/2003 | Oud-Heverlee Leuven - KV Oostende                              | 4-1     |
| 11/05/2003 | KSK Wevelgem-City - R. Olympic Club de Charleroi-Marchienne    | 2-1     |

#### Ronde 2
In de tweede ronde wordt bij de drie winnaars van de eerste ronde K. Patro Maasmechelen uit Tweede Klasse gevoegd. Patro eindigde laatste in Tweede Klasse, maar omdat er twee economische dalers uit Eerste Klasse en één economische daler uit Tweede Klasse waren, degradeerde er geen andere clubs uit Tweede Klasse. Patro bleef dus in Tweede Klasse, maar nam wel deel aan de eindronde.  De teams worden aan elkaar gepaard en de winnaars spelen een finale.
| Datum      | Wedstrijd                                   | Uitslag |
| ---------- | ------------------------------------------- | ------- |
| 15/05/2003 | KSK Wevelgem-City - VC Eendracht Aalst 2002 | 1-1     |
| 15/05/2003 | Oud-Heverlee Leuven - K. Patro Maasmechelen | 3-2     |
| 18/05/2003 | VC Eendracht Aalst 2002 - KSK Wevelgem-City | 5-0     |
| 18/05/2003 | K. Patro Maasmechelen - Oud-Heverlee Leuven | 0-0     |

#### Finales
De twee winnaars van de tweede ronde spelen de finale. De winnaar promoveert naar Tweede Klasse.
| Datum      | Wedstrijd                                     | Uitslag        |
| ---------- | --------------------------------------------- | -------------- |
| 25/05/2003 | Oud-Heverlee Leuven - VC Eendracht Aalst 2002 | 1-1 (7-8 n.p.) |

Voor de plaatsen 3 en 4 werd nog een wedstrijd gespeeld:
| Datum      | Wedstrijd                                 | Uitslag |
| ---------- | ----------------------------------------- | ------- |
| 25/05/2003 | KSK Wevelgem-City - K. Patro Maasmechelen | 1-2     |

### Degradatie-eindronde
De twee teams die 14de eindigden, Verbroedering Denderhoutem en K. Bocholter VV, speelden een eindronde met een aantal vierdeklassers en gingen daar van start in de tweede ronde.